# Musiktage Mondsee
Die Musiktage Mondsee sind ein Kammermusik-Festival, das seit 1989 jeweils am Ende des Sommers (Ende August/Anfang September) in Mondsee eine Woche lang stattfindet. 

## Geschichte
Die Musiktage Mondsee wurden 1989 von András Schiff gegründet und gehören heute zu den führenden Kammermusik-Festivals Österreichs. Nach András Schiff übernahmen Christian Altenburger und Julia Stemberger die künstlerische Leitung des Festivals (1999–2005), dann folgte Heinrich Schiff als künstlerischer Leiter. Von 2010 bis 2021 hatte das Auryn Quartett, das schon seit Jahren regelmäßiger Gast bei den Musiktagen Mondsee war, die künstlerische Leitung inne. Ab dem Jahr 2022 liegt die künstlerische Leitung bei Matthias Lingenfelder, Primgeiger des Auryn Quartetts.
Die Konzerte finden im Schloss Mondsee sowie in der Basilika Mondsee mit international renommierten Künstlern statt. Sie stehen jeweils unter einem bestimmten Motto. Zu Gast waren renommierte Künstler wie zum Beispiel Quirine Viersen, Benjamin Schmid, Reinhold Friedrich, Anna Lucia Richter, Tabea Zimmermann, Ruth Ziesak, Matthias Buchholz, Esther Hoppe, Elisabeth Leonskaja, András Schiff, Robert Holl, Henri Sigfridsson, Veronika Hagen, Markus Schirmer, Camille Pépin, Joseph Lorenz, das Adelphi Quartett. und das Auryn Quartett.